# Valeria Cardinali
Valeria Cardinali (Perugia, 17 dicembre 1967) è una politica italiana.

## Biografia
Nasce a Perugia il 17 dicembre 1967, dove tuttora vive.
Dal 1995 al 1999 è stata consigliere circoscrizione della 6ª di Perugia, dove nel 2005 è stata eletta Coordinatrice della "Commissione Permanente per il Decentramento", e dal 1999 al 2009 Presidente della 6ª circoscrizione di Perugia.
Dal 2009 al 2013 ha ricoperto la carica di assessore all'urbanistica, edilizia pubblica e privata al comune di Perugia nella giunta comunale di Wladimiro Boccali.

### Elezione a senatrice
A dicembre 2012 si candida, nella provincia di Perugia, alle primarie "Parlamentarie" indette dal Partito Democratico (PD) per la scelta dei candidati in vista delle successive elezioni politiche del 24-25 febbraio. Alle elezioni politiche del 2013 viene eletta al Senato della Repubblica, nella circoscrizione Umbria tra le liste del PD. Nella XVII legislatura è componente della 8ª Commissione Lavori pubblici, Comunicazioni, della 14ª Commissione Politiche dell’Unione europea, componente e capogruppo PD nella Commissione parlamentare d'inchiesta sul fenomeno delle intimidazioni nei confronti degli amministratori locali e Membro della Commissione parlamentare per l’infanzia e l’adolescenza.
Alle elezioni primarie del PD nel 2017 ha sostenuto la candidatura a segretario del PD di Andrea Orlando, allora Ministro della giustizia nel governo Gentiloni.
Non viene più ricandidato alle elezioni politiche del 2018, in quanto escluso dalle liste del Partito Democratico.

### Fuori dal Parlamento
Nel 2018 torna al lavoro nel settore della cooperazione sociale.
Alle elezioni regionali in Umbria del 2019 si candida nelle liste del PD, nella mozione del civico imprenditore di Norcia Vincenzo Bianconi, tuttavia risulta non eletta in consiglio regionale dell'Umbria.